# Palestina i olympiska sommarspelen 2004
Palestina i olympiska sommarspelen 2004 bestod av idrottare som blivit uttagna av Palestinas olympiska kommitté.

## Friidrott
Herrarnas 800 meter
- Abdalsalam Aldabaji
  - Omgång 1: 1:53.86 (8:a i heat 8, gick inte vidare, 69:a totalt av 72)

Damernas 800 meter
- Sanna Abubkheet
  - Omgång 1: 2:32.10 (7:a i heat 3, gick inte vidare, 42:a totalt av 42)